# ان‌جی‌سی ۶۲۱۷
ان‌جی‌سی ۶۲۱۷ (انگلیسی: NGC 6217) نام یک کهکشان مارپیچی میله‌ای است.